# Христо Андонов
Христо Андонов Ушинов (2 лютого 1887 — 1928) — македонський революціонер, учасник македонського революційного руху, діяч Внутрішньої македонської революційної організації.

## Життєпис

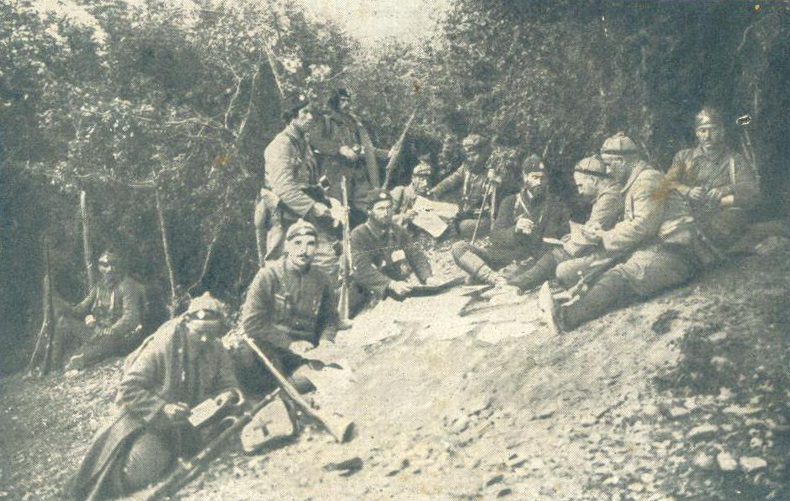
Другий зліва направо – організаційний відділ Тодора Александрова – Христо Андонов.

Андонов народився в Гевгелійському селі Грчиште в 1887 році. Він вступає у ВМОРО, але переслідується владою і тікає до Болгарії. Під час початку Першої Балканської війни Андонов був добровольцем в Македоно-Одринському ополченні та служив у роті Ічка Димитрова, пізніше в роті Кости Христова Попето та в IV роті 15-ї стіпської роти.
Після закінчення Першої світової війни приєднався до відбудови ВМРО і став четником у Струміцькій роті. У квітні 1923 року став Дойранським районним керівником ВМРО. Підприємство розвиває велику діяльність і вдається впорядкувати район. У серпні район був довірений Петру Овчарову, а в липні 1924 року його знову перебрав Андонов. У листопаді 1924 року воював у місцевості Борисівсько в Беласиці.
У 1924 році брав участь як делегат Солунського окружного з'їзду ВМРО і був обраний резервним членом окружного комітету. Навесні 1925 року разом із ротами Іллі Лерінського, Андона Попстерева, Тале Андонова та Наума Йосифова та Петара Ангелова переправився через Вардар. У 1928 був делегатом VII з'їзду ВМРО.
Під час кризи в ВМРО, після вбивства Олександра Протогерова, в 1928 році Христо Андонов перейшов на бік михайлівців. Убитий у 1928 році біля села Димидово Христо Гоглєвим, надісланим депутатом ЦК протогеровців Димитром Дімашевим. Після вбивства Гоглєв здався сербській владі й став ренегатом.